# Francesco Maria Farnese
Francesco Maria Farnese (ur. 15 sierpnia 1619, zm. 12 lipca 1647) – włoski kardynał z rodu Farnese.

## Życiorys
Był synem księcia Parmy i Piacenzy Ranuccio I Farnese (zm. 1622) i jego żony Małgorzaty Aldobrandini. Utraciwszy ojca w wieku zaledwie trzech lat, został oddany na wychowanie jezuitom. Jego brat Odoardo Farnese (zm. 1646), książę Parmy i Piacenzy od 1622, już od 1634 zabiegał w Rzymie u papieża Urbana VIII o kapelusz kardynalski dla Francesco Marii, jednak okoliczności polityczne nie sprzyjały tym zabiegom. Narastający konflikt o niewielkie księstwo Castro między Odoardo a Urbanem VIII doprowadził w 1642 do wybuchu otwartej wojny.
Śmierć Urbana VIII latem 1644 umożliwiła pojednanie księstwa Parmy ze Stolicą Apostolską. Nowy papież Innocenty X, chcąc uczynić gest dobrej woli wobec księcia Odoardo, 14 listopada 1644 mianował Francesco Marię kardynałem diakonem in pectore, a opublikował tę nominację 4 grudnia 1645. Francesco Maria nigdy jednak nie przybył do Rzymu po kapelusz kardynalski ani nie otrzymał kościoła tytularnego. Jego starania o funkcję protektora Królestwa Francji zakończyły się niepowodzeniem. Francja odebrała bowiem zbliżenie Stolicy Apostolskiej i dynastii Farnese jako ruch wrogi wobec niej, z uwagi na jej konflikt z Innocentym X.
12 września 1646 zmarł książę Parmy i Piacenzy Odoardo Farnese, brat kardynała. Ponieważ prawowity dziedzic Ranuccio II Farnese (1630–1694) miał dopiero 16 lat, kardynał objął funkcję regenta. Sprawując tę funkcję, starał się zachować neutralność konflikcie francusko-hiszpańskim, jednak pod presją kardynała Giulio Mazzariniego zgodził się na przemarsz wojsk francuskich przez terytorium księstwa wiosną 1647.
Francesco Maria Farnese prawdopodobnie od dziecka był człowiekiem słabego zdrowia, choć dokładny charakter trapiących go schorzeń nie jest znany. Zmarł w wieku niespełna 28 lat i został pochowany w kościele kapucynów w Parmie.